# Dölehäst
Dölehästen är en hästras som härstammar från Norge. Dölehästarna räknas ofta som Norges variant på de svenska Nordsvenskarna och påminner mycket om den då båda är lättare typer av arbetshästar och även används inom travsporten. Trots att Norges mest välkända hästras utomlands är den norska Fjordhästen så är det Dölehästen som dominerar i Norge och upptar nästan hälften av Norges hästpopulation.

## Historia
Dölehästen utvecklades i Gudbrandsdalen i Norge där det finns gott om bete och det lite tuffa klimatet gav härdiga hästar. På grund av detta kallas Dölehästen även Gudbrandsdalshäst. Ursprunget ligger med största sannolikhet i den primitiva Skogshästen och exakt vilka raser som står i grunden till Dölehästen vet man inte. Mellan år 800 och 1066 e. Kr skedde mycket handel och resande mellan Norge och England och även Holland och många av de resande åkte igenom Gudbrandsdalen vilket säkert gjorde att flera raser från dessa länder har varit med att påverka Dölehästen. Dölehästen påminner mycket om både Fellponnyn och Dalesponnyn, två raser som härstammar från Storbritannien, vilket stöder teorin om att brittiska raser ingått i utvecklingen.
Dölehästarna användes som transportdjur mellan Norges södra delar, längs med kusten mot Atlanten. Norrut användes den inom jordbruket. På 1800-talet var intresset för rasen stort och intresset för travsporten ökade också vilket ledde till en extrem utavel för att förbättra traven på Dölehästen. Störst inflytande hade det engelska fullblodet Odin som importerades år 1834. Odin gav upphov till en ny lättare hästtyp och han finns med i alla modernare stamtavlor. Odins sonson Balder som föddes 1849 fortsatte inflytandet på Dölehästen trots att bönder fortfarande hade behov av en tyngre häst till jordbruken. Man bestämde sig för att spara på de tyngre hästarna också och utveckla dem, främst med en stor hingst vid namn Brimen 825.
Dölehästen användes flitigt under tyska ockupationen under andra världskriget men när kriget slutade ökade mekaniseringen av jordbruken och intresset för Dölehästen svalnade ända fram till 1962 då man upprättade statliga hingststationer. Idag föds Dölehästen och Döletravaren upp parallellt med varandra och Dölehästen har blivit populär som tyngre ridhäst och inom travsporten.

## Egenskaper
Dölehästen har mer av draghästens exteriör än en arbetshäst och kännetecknas av yvigt hovskägg. Huvudet har ponnyliknande drag, ett arv från de brittiska ponnyraserna. Men rasen besitter en otrolig styrka i förhållande till sin storlek och den är säker på foten och har extremt hårda och tåliga hovar.

## Döletravaren
Basen för Döletravaren var en lite lättare typ av Dölehäst från Gudbrandsdalen som korsades med travhästar från bland annat Sverige. Huvudet på Döletravaren är lite ädlare och visar det engelska fullblodets påverkan. Döletravaren är något lättare i typen med bättre travförmåga och en otrolig lungkapacitet.
Hingstarna testas alltid på en travbana där de travar hela 1000 meter som de måste klara på högst 3 minuter.  